# 市道174號
市道174號 蘆竹溝－橫路，是位於臺灣臺南市的一條市道級公路，西起北門區蘆竹溝，東至東山區橫路，全長共計46.312公里。

## 歷史沿革
2018年10月25日，中華民國交通部公告原市道174號終點調整至東山區橫路附近與市道175號銜接處（原市道175號終點），原市道174號46.312k〜56.220k路段（橫路至楠西）改編併入巿道175號，仍由臺南市政府管養。路線調整後，原路線名稱為蘆竹溝－楠西，新路線名稱為蘆竹溝－橫路，原總里程為56.220公里，調整後總里程為46.312公里（短鍊9.908公里）。

## 行經行政區域
全線均位於臺南市境內。
| 北門區        | 蘆竹溝                    | 0.000   | （地區道路）         | 公路起點                |
| 北門區        | 三寮灣交流道              | －      | 台61線 · 市道173甲線 | 市道173甲線起點         |
| 北門區        | 三寮灣                    | －      | 南15線               | 南15線終點              |
| 北門區        | －                        |         |                      |                         |
| 北門區        | 溪底寮                    | 4.053   | 台17線               |                         |
| 北門區        | 二重港                    | －      | 南9線                | 南9線終點               |
| 學甲區        | 中洲                      | －      | 南1-1線              | 南1-1線終點             |
| 學甲區        | 中洲                      | －      | 南1線                | 與南1線共線起點         |
| 學甲區        | 中洲                      | －      | 南1線                | 與南1線共線終點         |
| 學甲區        | 過港                      | －      | （地區道路）         |                         |
| 學甲區        | 下溪洲                    | －      | （地區道路）         |                         |
| 學甲區        | 學甲市區                  | －      | 南19線               | 南19線起點              |
| 學甲區        | 學甲市區                  | －      | 市道171號            |                         |
| 學甲區        | 學甲市區                  | 9.124   | 台19線               |                         |
| 學甲區        | 山寮                      | －      | 南53線               |                         |
| 學甲區        | －                        |         |                      |                         |
| 學甲區        | 瓦寮                      | －      | （地區道路）         |                         |
| 學甲區        | 瓦寮                      | －      |                      |                         |
| 學甲區        | 瓦寮                      | －      | （地區道路）         |                         |
| 學甲區        | 瓦寮                      | －      |                      |                         |
| 學甲區        | 瓦寮                      | －      | （地區道路）         |                         |
| 下營區        | 大屯寮                    | －      | （地區道路）         |                         |
| 下營區        | 大屯寮                    | －      |                      |                         |
| 下營區        | 大屯寮                    | －      | 南57線               | 南57線起點              |
| 下營區        | 大埤寮                    | －      | 南56-1線             | 南56-1線起點            |
| 下營區        | 大埤寮                    | －      | 南67線               | 南67線終點              |
| 下營區        | 紅毛厝                    | －      | 南68線               | 南68線起點              |
| 下營區        | 頂過港                    | 19.570  | 台19甲線             |                         |
| 下營區        | 紅毛厝                    | －      | 南66線               | 南66線終點              |
| 下營區        | 洲仔                      | －      | 南68線               | 與南68線共線起點        |
| 下營區        | 洲仔                      | －      | 南63線 · 南68線      | 南63線起點              |
| 下營區        | 洲仔                      | －      | 南68線               | 與南68線共線終點        |
| 下營區        | 麻豆寮                    | －      | （地區道路）         |                         |
| 六甲區        | 龜子港                    | 24.123  | 台1線                | 與台1線共線起點         |
| 六甲區        | 龜子港                    | －      | 台1線 · 南68線       | 0                       |
| 六甲區        | 港子頭                    | －      | 台1線 · 南68線       | 0                       |
| 六甲區        | 港子頭                    | －      | 台1線 · 南60線       | 0                       |
| 六甲區        | 林鳳營                    | －      | 台1線 · 南60線       | 0                       |
| 六甲區        | 林鳳營                    | 25.965  | 台1線                | （同下）                |
| 六甲區        | 港子頭                    | 25.965  | 台1線                | 與台1線共線終點         |
| 六甲區        | 中社                      | 25.965  | 台1線                | （同上）                |
| 六甲區        | 中社                      | －      | 南68線               | 僅設東出西入 南68線終點 |
| 六甲區        | 港子頭                    | －      | 南68線               | （同上）                |
| 六甲區        | － 跨越南68線、縱貫線南段 |         |                      |                         |
| 六甲區        | 中社                      | －      | （地區道路）         |                         |
| 六甲區        | 水漆林                    | －      | （地區道路）         |                         |
| 六甲區        | 二甲                      | －      | （地區道路）         |                         |
| 六甲區        | 六甲市區                  | 30.049  | 市道165號            | 與市道165號共線起點     |
| 六甲區        | 六甲市區                  | 30.049  | 市道165號            | 與市道165號共線終點     |
| 六甲區        | 六甲市區                  | －      |                      |                         |
| 六甲區        | 六甲市區                  | －      | （地區道路）         |                         |
| 六甲區        | 六甲市區                  | －      |                      |                         |
| 六甲區        | 六甲市區                  | －      | （地區道路）         |                         |
| 六甲區        | 六甲市區                  | －      |                      |                         |
| 六甲區        | 六甲市區                  | －      | 南81線               | 南81線終點              |
| 六甲區        | 王爺宮                    | －      | （地區道路）         |                         |
| 六甲區        | 王爺宮                    | －      | （地區道路）         | 0                       |
| 柳營區        | 果毅後                    | －      | （地區道路）         |                         |
| 六甲區        | 王爺宮                    | －      | （地區道路）         |                         |
| 六甲區        | 王爺宮                    | －      | （地區道路）         | 0                       |
| 柳營區        | 果毅後                    | －      | （地區道路）         |                         |
| 六甲區        | 水流東                    | －      | （地區道路）         |                         |
| 六甲區        | 水流東                    | －      | （地區道路）         | 0                       |
| 柳營區        | 果毅後                    | －      | （地區道路）         |                         |
| 六甲區        | 西港湖                    | －      | （地區道路）         |                         |
| 柳營區        | 果毅後                    | －      | 南106-1線            | 南106-1線終點           |
| 六甲區        | 北勢坑                    | －      | （地區道路）         |                         |
| 六甲區        | 北勢坑                    | －      | （地區道路）         | 0                       |
| 柳營區        | 果毅後                    | －      | （地區道路）         |                         |
| 六甲區        | 北勢坑                    | －      | （地區道路）         |                         |
| 六甲區        | 北勢坑                    | －      | （地區道路）         | 0                       |
| 東山區        | 宅仔內                    | －      | （地區道路）         | 0                       |
| 東山區        | 宅仔內                    | －      | （地區道路）         |                         |
| 東山區        | 宅仔內                    | －      | （地區道路）         | 0                       |
| 六甲區        | 北勢坑                    | －      | （地區道路）         |                         |
| 東山區        | 宅仔內                    | －      | （地區道路）         |                         |
| 東山區        | 宅仔內                    | － 隧道 |                      |                         |
| 東山區        | 宅仔內                    | －      | （地區道路）         |                         |
| 六甲區        | 北勢坑                    | －      | （地區道路）         |                         |
| 六甲區        | 北勢坑                    | －      | 南99線               | 南99線終點              |
| 東山區        | 宅仔內                    | －      | 南99線               | （同上）                |
| 東山區        | 宅仔內                    | －      | （地區道路）         |                         |
| 六甲區        | 北勢坑                    | －      | （地區道路）         |                         |
| 東山區        | 橫路                      | －      | 南105線              | 南105線終點             |
| 東山區        | 橫路                      | 46.312  | 市道175號            |                         |
| 共線 半套匝道 |                           |         |                      |                         |

## 沿線路名
- 中山路（學甲區）
- 大和街
- 中山路一段
- 龜子港303巷
- 中山路（六甲區）
- 中正路
- 曾文街

## 沿線設施與景點
- 三寮灣交流道（ 台61線）
- 臺南市北門區三慈國民小學
- 臺南市北門區文山國民小學
- 臺南市學甲區學甲國民小學
- 下營北極殿玄天上帝廟
- 臺南市下營區賀建國民小學
- 臺南市六甲區林鳳國民小學
- 臺南市六甲區公所
- 烏山頭水庫
- 西口小瑞士